# بن پورینگتون
بن پورینگتون (انگلیسی: Ben Purrington؛ زادهٔ ۲۰ مهٔ ۱۹۹۶) بازیکن فوتبال اهل بریتانیا است.
از باشگاه‌هایی که در آن بازی کرده‌است می‌توان به باشگاه فوتبال چارلتون اتلتیک، باشگاه فوتبال ای‌اف‌سی ویمبلدون، باشگاه فوتبال روترهام یونایتد، و باشگاه فوتبال پلیموث آرگیل اشاره کرد.